# 小行星5100
小行星5100（英語：5100 Pasachoff）是一颗围绕太阳公转的小行星。1985年4月15日，愛德華·鮑威爾在可可尼诺县发现了此天体。
这颗小行星的绝对星等为38.16797394708325等。